# Bubo flavipes
El búho pescador leonado o búho pescador amarillento (Bubo flavipes) es una especie de ave strigiforme de la familia Strigidae. Solía ser colocado en Ketupa con los otros búhos pescadores, pero dicho grupo se incluye provisionalmente con los búhos reales en Bubo, hasta que las afiliaciones de los búhos y lechuzas pescadoras puedan resolverse con mayor precisión. Se deduce de varias características comunes que los miembros más típicos del género Bubo y los búhos pescadores están relacionados, incluyendo la estructura de las garras, prominente mechones en las orejas y características del plumaje, a diferencia de los superficialmente diferentes cárabos pescadores africanos.

## Distribución y hábitat
Puede ser encontrado en bosques templados subtropicales de Bangladés, Bután, China, India, Laos, Birmania, Nepal, Taiwán y Vietnam. Habitan en las estribaciones del Himalaya de Cachemira y Garhwal a las montañas de Laos, Vietnam y en el sur de China hasta Chekiang y Anhui. En áreas como Darjeeling y Nepal comúnmente viven en elevaciones de 1500 a 2450 m. Su área de distribución se solapa con la del búho pescador de Ceilán (Bubo zeylonensis) en Laos y Vietnam, que por lo general no siempre habita en zonas bajas y prefiere aguas lentas o estancadas a diferencia del búho leonado que prefiere las aguas que fluyen más rápido.